# Desiderius Erasmus
Desiderius Erasmus Roterodamus (28 tháng 10 năm 1466 - 12 tháng 7 năm 1536), cũng gọi là Erasmus thành Rotterdam là nhà triết học chủ nghĩa nhân văn Phục Hưng phương Bắc, linh mục Công giáo, nhà phê bình xã hội, giáo sư, nhà thần học người Hà Lan. Ông được xem như học giả lớn nhất trong thời đại của mình, nổi tiếng với các tác phẩm mang giọng điệu chế giễu sâu cay tầng lớp tăng lữ. Ông đã góp phần vào việc tuyển tập các bản văn Tân Ước tiếng Hy Lạp và tiếng La-tinh (bản Vulgata khoảng thế kỷ IV) trong đó mang những sắc thái nhân văn chủ nghĩa, bản Kinh Thánh này sau được Martin Luther dùng để dịch sang tiếng Đức. Kinh Thánh của ông có rất nhiều ảnh hưởng. Ông được gọi là "Hoàng tử của chủ nghĩa nhân văn" và là nhà tiên tri cho Cải cách Tin Lành.

## Tiểu sử
Tên thật của Erasmus von Rotterdam (Erasmus người thành phố Rotterdam) là Gerad Gerads. Ông sinh năm 1469 ở thành phố Rotterdam của Hà Lan. Erasmus đã chu du nhiều nước (Anh, Pháp, Đức, Italia, Neapal) và là người có học vấn uyên thâm thời bấy giờ.
Hai tác phẩm nổi tiếng của ông là Ca ngợi sự điên rồ (Lob der Torheit, 1509) và Nhàn đàm (Colloquia, 1518). Ca ngợi sự điên rồ là tập luận văn ca ngợi trí năng, lý tính, bảo vệ lối nghĩ phóng khoáng, chống lại sự ngu muội của Trường phái kinh viện. Nhàn đàm là một tác phẩm vui nhộn, nhưng đầy trí tuệ, nó đề cập tới tất cả các lĩnh vực của cuộc sống: từ ăn ở tới tình yêu tín ngưỡng.
Sự nghiệp dạy học và tư tưởng của Erasmus von Rotterdam đã đóng góp vào sự tiến bộ xã hội ở châu Âu, nên ông được coi là con người mang trong mình dòng máu châu Âu thời đại mới (Schule devotio moderna).
Một trong những điều cải cách tôn giáo của Martin Luther là linh mục được lập gia đình với lối sống đời thường. Lãnh chúa Friedrich der Weise là người đã che chở và cho Martin Luther ẩn náu trong lâu đài Wartburg. Khi vị này muốn biết Erasmus nhận xét như thế nào về Martin Luther, Erasmus đã nói: "Luther phạm phải hai tội lớn: dám chạm đến ngai vàng của Giáo hoàng, đánh vào bụng những con chiên. Luận thuyết cải cách tôn giáo của ông ta là nghiêm túc, lời văn đúng mực."
Trong giai đoạn sống với cộng đoàn tại Stein, Erasmus được cho là đã nảy sinh tình cảm với một tu sĩ nam khác tên là Servatius Rogerus, và đã viết một loạt thư tình nồng cháy mà trong đó ông gọi Rogerus là "một nửa linh hồn của tôi," và ghi rằng "Tôi đã theo đuổi anh không ngơi nghỉ một cách buồn bã."
Erasmus đột ngột qua đời ở Basel năm 1536 khi đang chuẩn bị để quay về Brabant và được an táng tại Basel Minster, nơi đã từng là nhà thờ chính tòa của thành phố.
Hồn tôi và dạ dày tôi

Erasmus không ăn chay theo đúng quy định của Giáo hội Công giáo (được ăn cá, nhưng không được ăn thịt trong thời gian ăn chay). Chuyện đến tai Giáo hoàng. Giáo hoàng khiển trách Erasmus von Rotterdam về chuyện ăn thịt trong thời gian ăn chay. Erasmus đáp: 
| “                        | "Hồn tôi thuộc về Giáo hội Công giáo, nhưng dạ dày tôi lại theo cải cách tôn giáo của Luther." | ” |
| — -Erasmus von Rotterdam |                                                                                                |   |